# 張奎昇
張奎昇。山西安邑縣人，清朝政治人物、進士出身。

## 生平
清顺治三年进士，授儀徽縣知縣。